# Pachycereeae
Tribu
Les Pachycereeae sont une tribu de la famille des Cactaceae. Elle comprend 16 genres de grands cactus originaires du Mexique et du sud-ouest des États-Unis.

## Liste des tribus et genres
- Acanthocereus
- Bergerocactus
- Carnegiea
- Cephalocereus
- Dendrocereus
- Echinocereus
- Escontria
- Isolatocereus
- Leptocereus
- Myrtillocactus
- Neobuxbaumia
- Pachycereus
- Peniocereus
- Polaskia
- Pseudoacanthocereus
- Stenocereus